# Stygobromus arizonensis
Stygobromus arizonensis é uma espécie de crustáceo da família Crangonyctidae.
É endémica dos Estados Unidos da América.